# キャニオンシティ (オレゴン州)
キャニオンシティ（英: Canyon City）は、アメリカ合衆国オレゴン州グラント郡にある市であり、同郡の郡庁所在地である。ジョンデイから国道395号線で1マイルほど南下した所に位置する。2010年における市の人口は703人だった。

## 歴史
キャニオンシティに最初に集落が出来たのは1862年6月、地域内を流れるキャニオンクリークで金が発見された後のことだった。この金の発見により、キャニオンシティとジョンデイの間の土地には1平方ヤードあたり500米ドル（$598/m2）という値段が付いた。選鉱鍋を用いて砂金をふるい分ける方法により、1つの選鉱鍋あたり数オンスの金を回収することが出来た。この地域のゴールドラッシュの最盛期には、10,000人もの人々がキャニオンシティに住んでいたとされる。これは、当時のポートランドさえ凌ぐ人口だった。
高名な地質学者だったウォルドマー・リンドグレンは、1900年にブルー山脈の金鉱を訪れた際、キャニオンクリークにおけるその時点までの総採金量は、1,600万米ドルを下らないだろうと推算している。当時の金の価格は1トロイオンスあたり20.67米ドルだったことから、およそ800,000トロイオンス（25,000 kg）の金がそれまでに採掘されたことになる。これは現在の価値で8億米ドル相当の量である。
キャニオンシティは1962年に測量が実施された。その2年後、ワスコ郡から分郡してグラント郡が設置されると、郡庁所在地に選ばれた。市制は1891年に布かれた。

## 地理
キャニオンシティはキャニオン山の数マイル北西に位置し、標高は3,100フィート（940 m）を超える。
アメリカ合衆国国勢調査局の発表によれば、市の総面積は3.6 km2（1.4 mi2）であり、その全域が陸地である。

## 人口統計
2000年の国勢調査では、市の人口は669人で、257世帯、180家族が暮らしていた。人口密度は185.8/mi2（1,465.6/km2）だった。211.1/sq mi（81.7/km²）の平均密度に294軒の住宅が建っている。人種構成は、白人90.58%、アジア系0.00%、アフリカン・アメリカン0.15%、先住民2.84%、太平洋諸島系0.00%、その他の人種2.09%、および混血4.33%%である。人口の4.63%はヒスパニックまたはラテン系だった。先祖構成はイングランド系17.5%、ドイツ系17.1%、アメリカ系14.3%、アイルランド系9.0%である。
257世帯のうち、37.7%が18歳未満の子供と一緒に生活しており、54.1%は夫婦で生活している。11.7%は未婚の女性または寡婦が世帯主であり、29.6%は結婚していない。24.9%は1人以上の独身の居住者が住んでおり、8.6%は65歳以上で独身である。1世帯の平均人数は2.46人であり、結婚している家庭の場合は、2.94人である。
市内の住民は28.7%が18歳未満の未成年、18歳以上24歳以下が6.4%、25歳以上44歳以下が31.2%、45歳以上64歳以下が20.5%、および65歳以上が13.2%にわたっている。中央値年齢は35歳である。女性100人ごとに対して男性は99.7人である。18歳以上の女性100人ごとに対して男性は107.4人である。
この都市の世帯ごとの平均的な収入は29,940米ドルであり、家族ごとの平均的な収入は41,458米ドルである。男性は31,167米ドルに対して女性は23,438米ドルの平均的な収入がある。この地域の一人当たりの収入 (per capita income) は14,404米ドルである。人口の7.8%および家族の5.7%は貧困線以下である。全人口のうち18歳未満の9.2%および65歳以上の0.0%は貧困線以下の生活を送っている。

## 著名な居住経験者
- ジョアキン・ミラー - 詩人、随筆家